# Лейк (окръг, Орегон)
Вижте пояснителната страница за други населени места с името Лейк.
Лейк (на английски: Lake County) е окръг в щата Орегон, Съединени американски щати. Площта му е 21647 km², а населението - 7422 души (2000). Административен център е град Лейквю.

## Градове
- Пейзли